# Сайто, Минаэ
Минаэ Сайто (яп. 美苗斎藤), более известная под девичьей фамилией Минаэ Фудзи (яп. 美苗藤井) и по творческому псевдониму Ojalin, — японский композитор, участвовавшая в написании музыки для компьютерных игр компании Capcom в 1991—1993 годах. Наиболее известные её работы — музыка к играм Mega Man 4, TaleSpin, DuckTales 2 и Breath of Fire. Одной из последних её работ после долгого перерыва стала музыка к Mega Man 10 2010 года. В том же 2010 году Capcom выпустила сборник музыки, использовавшейся в играх серии Mega Man, в который вошли работы Минаэ.

## Список работ
- Mega Man 4 (NES, 1991) — композитор (под псевдонимом Ojalin)
- TaleSpin (NES, 1991) — в титрах не указана
- Captain Commando -G.S.M. Capcom 5- (CD, 1992) — композитор (под псевдонимом Ojal)
- Super Buster Bros. (SNES, 1992) — звуковой дизайнер (под псевдонимом Ojal)
- Breath of Fire (SNES, 1993) композитор (под псевдонимом O-Jaring)
- DuckTales 2 (NES, 1993) — в титрах не указана
- Mega Man 10 (2010) — композитор (как Minae Ojalin Fujii)